# فاليكافو
فاليكافو (بالإنجليزية: Vallikavu)‏ هي منطقة سكنية تقع في الهند في كيرلا.